# لیگ دسته اول فوتبال لهستان
لیگ دسته اول فوتبال لهستان ((به لهستانی: Pierwsza liga)) دومین لیگ معتبر فوتبال در کشور لهستان است که در سال ۱۹۴۸ بنیان‌گذاری شده و زیر نظر اتحادیه فوتبال لهستان برگزار می‌شود.